# Lincity
Lincity — це безкоштовне програмне забезпечення з відкритим вихідним кодом, симулятор будівництва й управління, яке дає гравцеві можливість контролювати соціально-економічне забезпечення міста, схоже за концепцією на SimCity. Гравець може розвивати місто, купуючи відповідні будівлі, послуги та інфраструктуру. Вона була випущена під ліцензією GNU General Public License v2.

## Геймплей
Lincity має складний 2D і геймплей зверху вниз.
Моделювання враховує населення, зайнятість, базове управління водними ресурсами та екологію, товари (наявність і виробництво), сировину (руда, сталь, вугілля), послуги (освіта, охорона здоров’я, протипожежний захист, відпочинок), енергію (електроенергію та деревне вугілля, вугілля з обмежені запаси, сонячна та вітрова енергія) та інші обмеження, такі як фінанси, забруднення та транспорт. Гравець повинен піклуватися про зростання населення та різні соціально-економічні баланси.
У Lincity можна виграти двома способами: досягти сталого розвитку або евакуювати все населення за допомогою космічного корабля. На домашній сторінці Lincity є Зал слави зі списком гравців, які досягли однієї з цих двох цілей.

## Історія

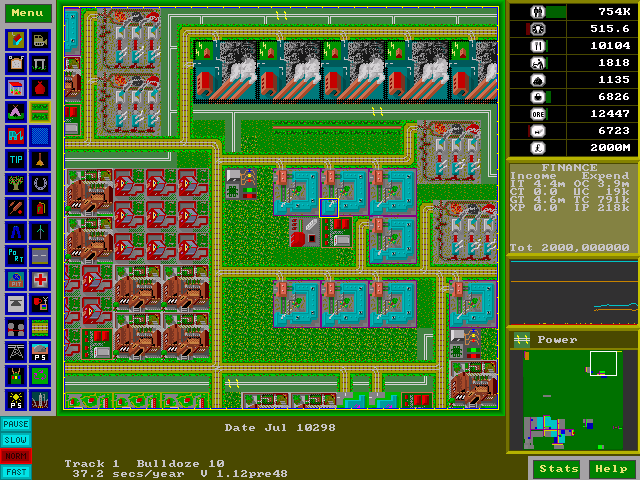
Скріншот оригінальної Lincity, що демонструє ігровий процес зверху вниз.

Lincity було створено I. J. Peters близько 1995 року як клон Simcity для Linux і розміщений на SourceForge у 2001 році. Lincity спочатку було розроблено для Linux, але пізніше був перенесений на Microsoft Windows, BeOS, OS/2, AmigaOS 4 та інші операційні системи. Система Mac OS X підтримується при компіляції з вихідного коду за допомогою GCC і запуску за допомогою X11.app. Він використовує SVGALib або X11, як свій графічний інтерфейс API в системах Unix. Оскільки Lincity займається програмним рендерингом, йому не потрібна 3D відеокарта, а також має дуже низькі вимоги до інших обчислювальних ресурсів, наприклад багато пам’яті або швидкий процесор. З 1999 року в Lincity були лише незначні зміни; останнє оновлення було в серпні 2004 року.

## Критичний прийом
У 2000 році стаття CNN про ігри для Linux підкреслила складність Lincity. Це була гра місяця у The Linux Game Tome у січні 2005 року. Lincity у 2008 році була популярною безкоштовною назвою на 1up.com. У 2009 році газета Washington Post писала про Lincity.

## Наступник
У 2005 році значний розвиток продовжився з форком LinCity-NG, який пізніше було передано Google Code, а потім GitHub. Lincity-NG використовує SDL2 і OpenGL і має ізометричну проєкцію на основі Simcity 3000 і графіку, яка нагадує Simcity 3000.

## Дивіться також
- Перелік відкритих відеоігор
- Simutrans
- OpenTTD
- OpenCity
- SimCity